# Neligh (Nebraska)
Neligh es una ciudad ubicada en el condado de Antelope en el estado estadounidense de Nebraska. En el Censo de 2010 tenía una población de 1599 habitantes y una densidad poblacional de 553,7 personas por km².

## Historia
En 1872, John D. Neligh y algunos de sus amigos hicieron un viaje por el río Elkhorn desde West Point, Nebraska. Neligh tomó nota del paisaje escénico y pensó que sería el escenario ideal para una ciudad y la sede del condado. Inmediatamente se fue a Omaha para comprar 520 acres para el sitio de la ciudad. Al malinterpretar la tierra de primera que estaba vendiendo, el banquero de Omaha, Herman Kountze, vendió la tierra necesaria para desarrollar Nligh. Aparentemente, no sabía que sería el asiento de condado ideal, en lo que finalmente se convirtió Nligh. Los registros se trasladaron a Neligh el 1 de enero de 1884. Neligh fue construido en 1873 por John Neligh y otros, y recibió su nombre.

### White Buffalo Girl
En mayo de 1877, la tribu Ponca se vio obligada a abandonar su tierra natal en el río Niobrara y trasladarse al territorio indio en la actual Oklahoma. Los rigores del viaje y el reasentamiento provocaron la muerte de un tercio de la población de la tribu. Durante la migración, una niña de 18 meses llamada White Buffalo Girl murió cerca de Neligh. Su padre, Black Elk, pidió a la gente del pueblo "que respeten la tumba de mi hijo tal como respetan las tumbas de sus propios muertos". Fue enterrada en el cementerio de Laurel Hill en Neligh, y los residentes cuidaron su tumba; en 1960, debido al deterioro del monumento, se colocó el mojón sobre una nueva base.

### Molino Neligh
Poco después de fundar la ciudad, John D. Neligh comenzó a construir en la parte sur el Molino Neligh (Neligh Mill). La estructura original de dos pisos fue construida con ladrillos hechos por John J. Crawford, usando arcilla local. Actualmente, el Molino Neligh es un sitio histórico del estado de Nebraska.

## Geografía
Neligh se encuentra ubicada en las coordenadas 42°7′45″N 98°1′45″O / 42.12917, -98.02917. Según la Oficina del Censo de los Estados Unidos, Neligh tiene una superficie total de 2.89 km², de la cual 2.86 km² corresponden a tierra firme y (0.99 %) 0.03 km² es agua.

## Demografía
Según el censo de 2010, había 1599 personas residiendo en Neligh. La densidad de población era de 553,7 hab./km². De los 1599 habitantes, Neligh estaba compuesto por el 97.19 % blancos, el 0.25 % eran afroamericanos, el 0.25 % eran amerindios, el 0.38 % eran asiáticos, el 0 % eran isleños del Pacífico, el 1.19 % eran de otras razas y el 0.75 % pertenecían a dos o más razas. Del total de la población el 4.19 % eran hispanos o latinos de cualquier raza.